# Cheng Meng
Cheng Meng (sinh ngày 27 tháng 2 năm 1998) là một cầu thủ bóng đá người Campuchia thi đấu cho Visakha ở Giải bóng đá vô địch quốc gia Campuchia và Đội tuyển bóng đá quốc gia Campuchia.